# スモレンスク市電
スモレンスク市電（ロシア語: Смоле́нский трамвай）は、ロシア連邦のスモレンスクに存在する路面電車。1901年に開通した歴史の長い路線で、2020年現在はトロリーバス（スモレンスク・トロリーバス）と共に、スモレンスク市が所有する単一企業体であるスモレンスク市路面電車・トロリーバス公社（Муниципальное унитарное трамвайно-троллейбусное предприятие、МУТТП）によって運営される。

## 歴史
ロシア連邦の都市・スモレンスクに路面電車を建設する計画はロシア帝国時代、1890年代後半の計画から始まった。当初から馬車鉄道ではなく当時最新鋭の公共交通機関であった路面電車を導入する方針が打ち出され、1898年にスモレンスク市議会とロシア電気協会連合（Русскому  электрическому обществу «Унион»）との間に街灯など市内の電化と合わせて路面電車を建設する合意が交わされた。これに基づき、1899年から1901年まで工事が実施された後、同年10月20日（旧暦10月7日）から営業運転が始まった。
開業当初は運賃が当時としては割高（5カペイカ）で利用客が伸び悩んだ他、従業員と経営幹部の間で規律や賃金に関する衝突が起き、1905年にはストライキが勃発する事態となった。その後も第一次世界大戦やロシア革命の困難の中で従業員の兵役への供出など困難に見舞われ、1919年から1922年にかけては長期運休が相次ぐ状態に陥ったが、ソビエト連邦（ソ連）成立後、スモレンスク市電が公営組織による運行に切り替えられた後はこれらの状況の改善が進み、従業員の労働環境も向上した。
その後、老朽化した施設の更新を経た1920年代後半から1930年代にかけて路線網の拡張や変電所の増設、車両の増備など規模の拡張が行われ、1940年には年間利用客数1,710万人を記録した。だが、第二次世界大戦（大祖国戦争）によるドイツ軍の侵攻によってスモレンスクは戦場となり、市電は1941年以降再度運行が停止した。更に1943年にスモレンスクから撤退したドイツ軍によってスモレンスクの主要な施設と共に市電も破壊され、市電の運行が再開されたのは1947年となった。なお、この復旧に合わせて軌間が1,000 mmから1,524 mmに変更されている。
1950年代以降、スモレンスクの発展に合わせて市電の規模の拡大が行われ、大型ボギー車の導入や規模を拡張した車庫の建設が実施された。1964年からは新規路線の開通も相次ぎ、運用車両数の増加に伴う車庫の更なる拡張、新規車庫の建設も1970年代に行われた。ソ連末期の1987年時点でスモレンスク市電は線路総延長50.6 km、営業用車両数119両、11の系統数を記録した。
ソビエト連邦の崩壊後は経済混乱によって財務状況が悪化し、人員や予備部品の不足も影響して市電の運用規模は縮小した。系統の減少や車庫の閉鎖に加え、2001年や2010年には一部区間の廃止が断行されたが、残存する区間については2009年以降線路や施設の改修作業が随時行われている。また、車両についても超低床電車（部分超低床電車）の導入、モスクワ市電で余剰となった車両の譲受などで近代化を図っている。

## 運用

2020年現在、スモレンスク市電で運行されている系統は以下の3つである。2020年までは1 - 4号線の4つの系統で運行していたが、同年以降一部区間の改修工事に伴い3・4号線が休止されている他、1・2号線についても経路の変更や短縮の措置が取られている。運賃は18ルーブルで、乗車券の購入は現金の他に非接触式ICカード機能を備えた銀行のカードやスマートフォン向けアプリからも可能である。
| 系統番号 | 起点             | 終点                     | 営業キロ | 平均速度 | 備考・参考                   |
| -------- | ---------------- | ------------------------ | -------- | -------- | ---------------------------- |
| 1        | Полиграфкомбинат | Багратиона               | 10.09km  | 11.5km/h | ラケット式環状系統（左回り） |
| 2        | Петра Алексеева  | Победы                   | 9.2km    | 10.8km/h |                              |
| 2K       | Петра Алексеева  | Трамвайный проезд (депо) | ？       | ？       | 平日朝のみ運行               |

## 車両
2020年現在、スモレンスク市電に在籍する営業車両は以下の通り。ロシア連邦の国内企業に加えてベラルーシのベルコムンマッシュ製車両も導入され、一時は各種企業が製造した多様な車両が使用される状態となったが、保守において難があった事もあり、2010年代後半以降はモスクワ市電の譲渡車両の大量導入により製造企業の統一が図られている。なお、これらの車両についてはトロリーバスと共に全面広告にも対応している。
| 製造企業                         | 形式       | 形式       | 両数 | 備考・参考                   |
| -------------------------------- | ---------- | ---------- | ---- | ---------------------------- |
| ウスチ＝カタフスキー車両製造工場 | 71-605     | 71-605     | 4両  | 営業運転には1両のみ使用      |
| ウスチ＝カタフスキー車両製造工場 | 71-605     | 71-605A    | 2両  | 2020年現在全車運用離脱中     |
| ウスチ＝カタフスキー車両製造工場 | 71-608     | 71-608K    | 8両  |                              |
| ウスチ＝カタフスキー車両製造工場 | 71-608     | 71-608KM   | 15両 | 10両はモスクワ市電の譲渡車両 |
| ウスチ＝カタフスキー車両製造工場 | 71-619     | 71-619K    | 20両 | モスクワ市電からの譲渡車両   |
| ウスチ＝カタフスキー車両製造工場 | 71-623     | 71-623-00  | 7両  | 部分超低床電車               |
| ウスチ＝カタフスキー車両製造工場 | 71-623     | 71-623-01  | 12両 | 部分超低床電車               |
| ペテルブルク路面電車機械工場     | 71-132     | 71-132     | 1両  | 2020年現在運用離脱中         |
| ペテルブルク路面電車機械工場     | 71-134     | 71-134K    | 1両  | 2020年現在運用離脱中         |
| ベルコムンマッシュ               | AKSM-62103 | AKSM-62103 | 2両  | 部分超低床電車               |

71-605（2013年撮影）
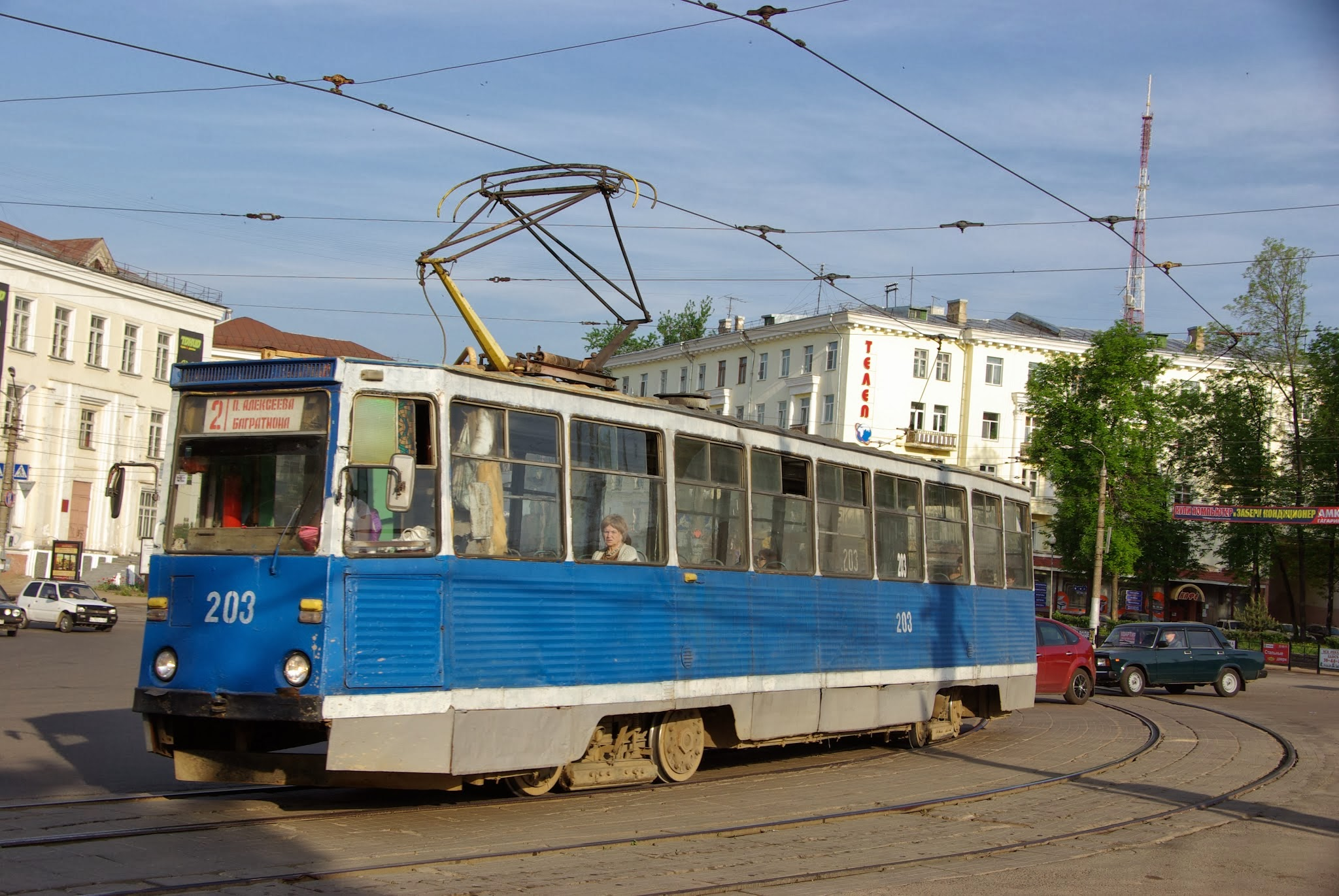
71-605A（2011年撮影）
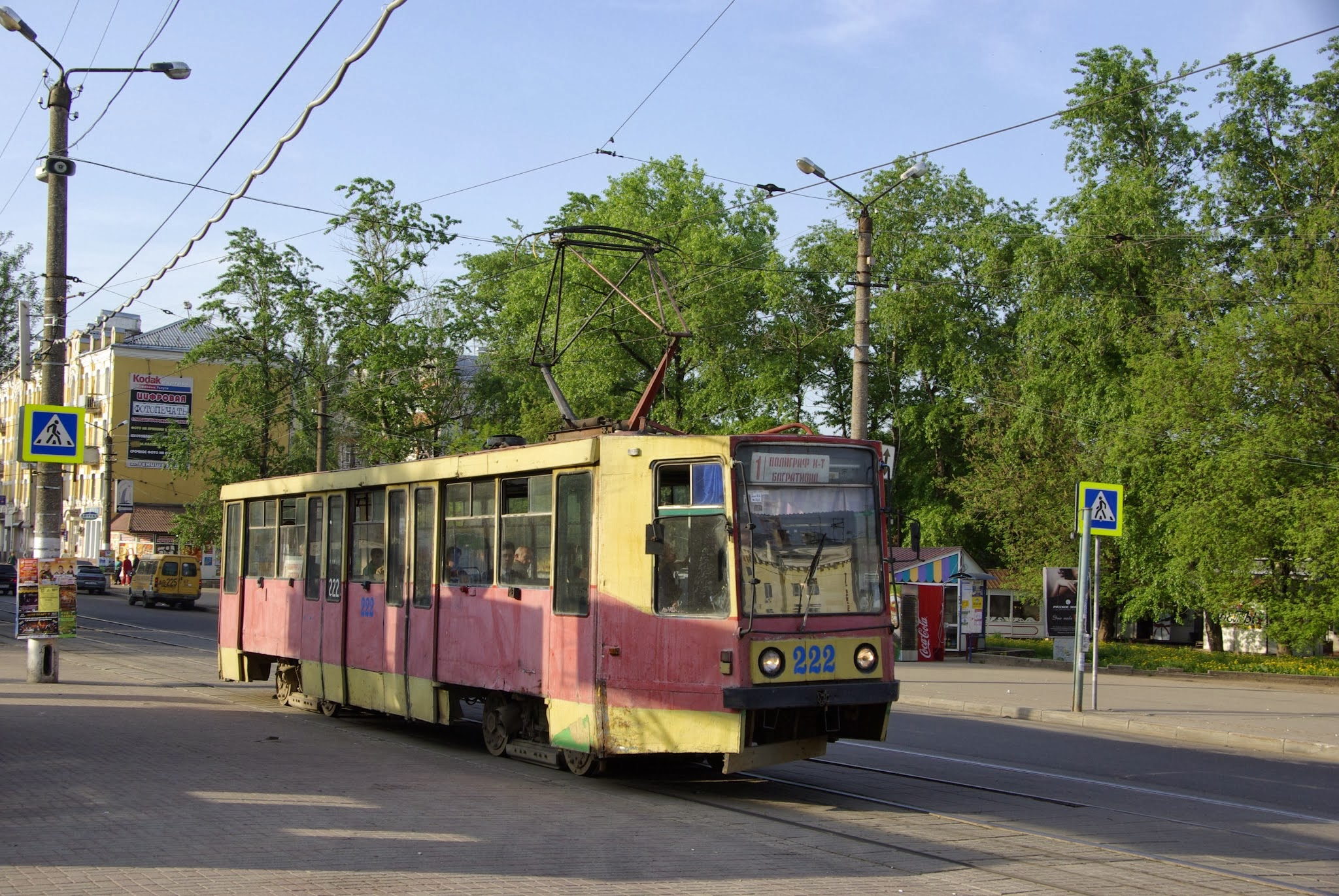
71-608M（2011年撮影）
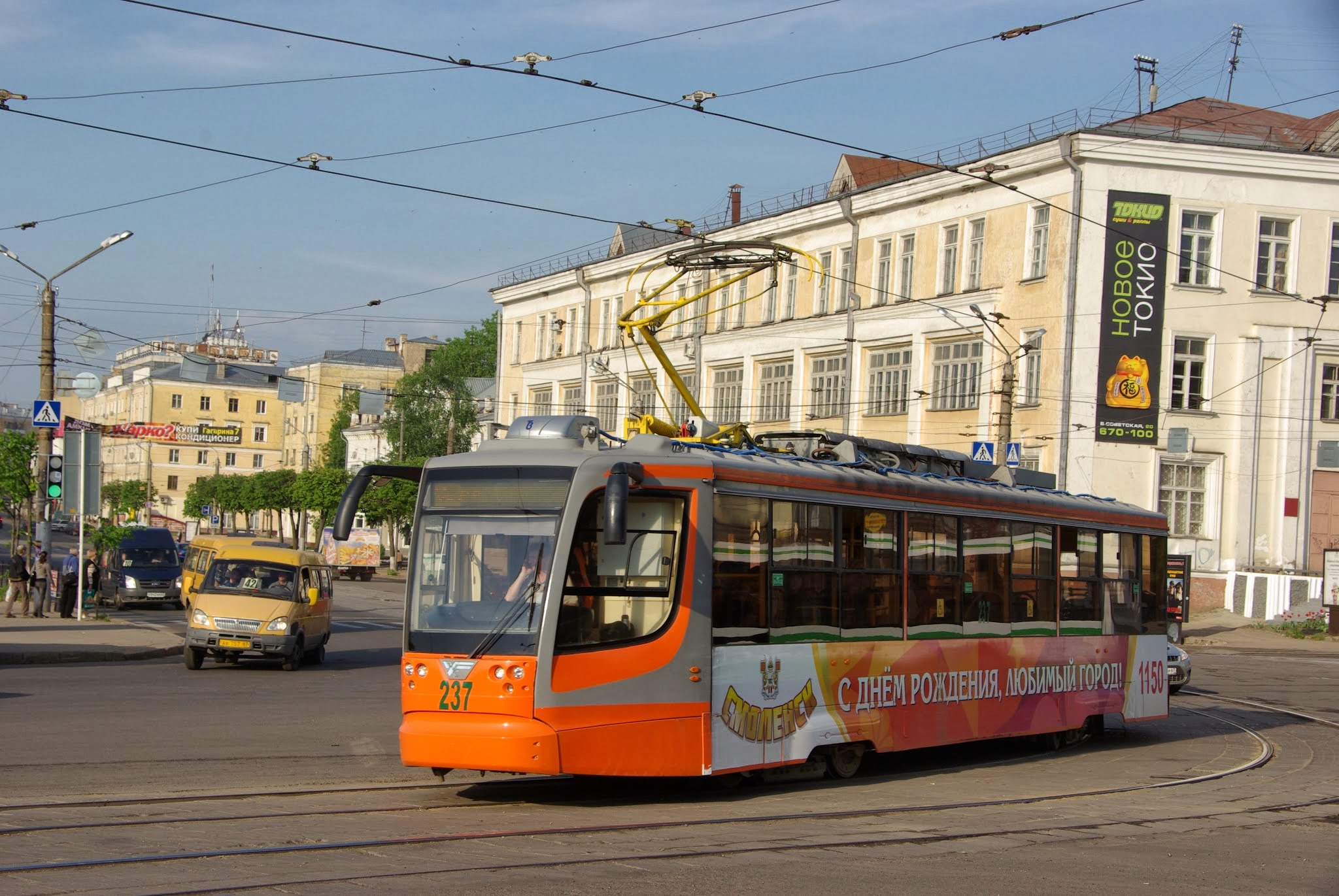
71-623-01（2011年撮影）
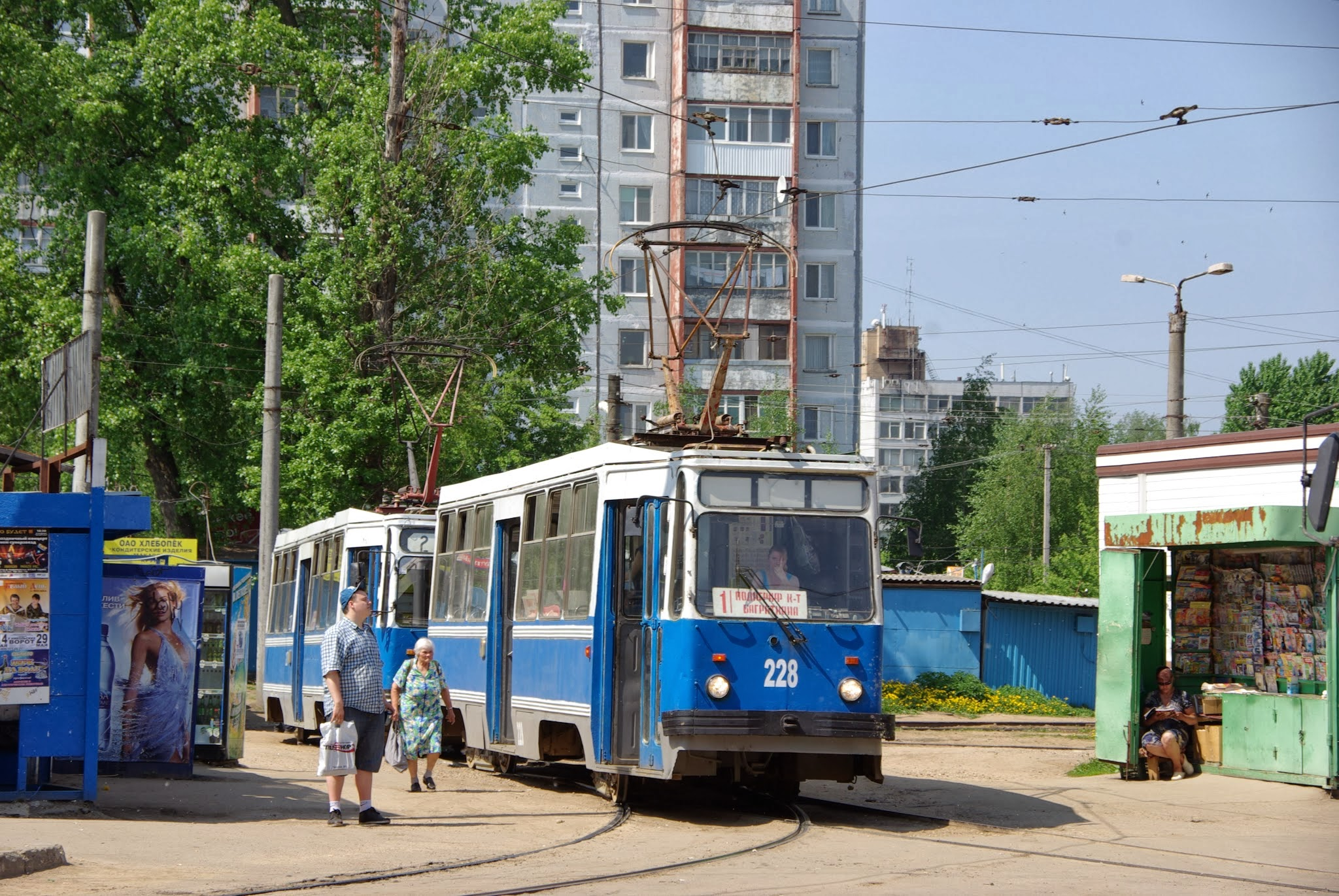
71-132（2011年撮影）